# Myotis stalkeri
Myotis stalkeri — вид рукокрилих роду Нічниця (Myotis).

## Поширення, поведінка
Індонезія. Вид записаний нижче 250 м над рівнем моря. Це вид спить у печерах. Вважається, що залежний від води, можливо, полює на риб.